# Une saga moscovite
Cet article concerne le roman de Vassili Axionov. Pour série télévisée, voir Une saga moscovite (série télévisée).
Une saga moscovite (en russe : Московская сага) est un roman  de l'écrivain russo-américain Vassili Axionov (1932-2009) publié en 1994. Le roman décrit la vie d'une famille d'intellectuels russes, les Gradov, pendant la période stalinienne. L'ouvrage est écrit dans la même veine que Guerre et Paix de Léon Tolstoï

## Structure du roman et publication
Le roman se déroule en trois parties :
1. La génération de l'hiver (Поколение зимы) ;
2. Guerre et prison (Война и тюрьма) ;
3. Prison et paix (Тюрьма и мир).

Comme l'indique le titre, l'intrigue se déroule principalement à Moscou, dans les ministères, au Kremlin, ou encore au « Bois d'Argent », nom de la demeure familiale. L'action se déroule aussi à Gorelovo (région de Léningrad), et en Extrême-Orient russe.

## Personnages
- La famille Gradov
  - Le professeur de médecine réputé Boris Gradov[1], marié avec Mary Goudiachvili, d'origine géorgienne, a trois enfants :
  - Nikita Gradov, très jeune[2] général de division de l'Armée rouge, marié à Véronika (Nika)[3], laquelle est aimée secrètement par Vadim Voïnouvitch ;
  - Kirill Gradov, jeune communiste[4] enthousisate, célibataire ;
  - Nina Gradova, adolescente plein d'avenir[5], célibataire.

- Les méchants
  - l'arriviste Sémione Stroïlo, de la Guépéou (devenue NKVD en 1934) ;
  - le sinistre Nougzar Lamadzé, de la Guépéou (devenue NKVD en 1934).

- Autres personnages
  - Townsend Reston est un journaliste américain, étroitement surveillé par la Guépéou/NKVD.
  - Kevin Tagliafero, diplomate américain.
  - Professeur Poulkovo, convoqué à la Direction politique d'État. Ami de Boris Gradov.

## La génération de l'hiver (1repartie)

### Vivre en Union soviétique durant la NEP puis pendant la dékoulakisation
Le roman débute à l'automne 1925.
Moscou vit sous la NEP : pour les Russes aisés qui ont fait le « bon choix » du communisme, la vie est douce. Le roman débute à un moment où le bonheur de la famille Gradov est total, et où la situation commence à se dégrader, avant de devenir épouvantable.
Boris Gradov est appelé pour soigner Mikhaïl Frounze, un chef militaire important de l'Armée rouge ; le patient meurt dans des circonstances étranges (sans doute assassiné par ses médecins, ce que va vite comprendre Gradov, qui refuse « d'entrer dans la combine »).
Nikita Gradov exerce son commandement à Moscou. Avec Véronika, il a un premier enfant en 1926, Boris, puis une fille en 1934, prénommée Véroulia (Véra). Pour différencier le petit Boris de son grand-père, on parlera de Boris III (le médecin) et de Boris IV (l'enfant). Rien de notable ne se passe pour Nikita, son épouse et leurs deux enfants de 1925 à 1935.
Kirill, durant les années 1925-1930, pourchasse les trotskistes. En 1930, est envoyé en mission de « dékoulakisation » à Gorelovo. Il y rencontre Tsilia Rosenblum, comme lui marxiste convaincue. Ils sont les témoins de la déportation brutale de paysans terrorisés. Ils sauvent de la déportation un enfant de huit ans, Mitia. Ils se marient et adoptent Mitia. Ils reviennent vivre à Moscou de 1931 à 1935.
Nina devient une poétesse reconnue. Alors qu'elle est en vacances en Géorgie, elle découvre qu'un membre de sa famille, communiste et chef de la commission du contrôle du Parti en Géorgie, mais détestant Staline, Lado Kakhabidzé, a été assassiné par la Guépéou. Ce meurtre a été décidé par Lavrenti Beria, chef de la Guépéou du Caucase, et a été réalisé par Nougzar Lamadzé, un cousin de Nina.
Au demeurant Nina, après une vie sentimentale agitée, notamment un mariage (qui est un échec) avec le poète Stépane Kalistratov, et une liaison d'un soir avec Nougzar, se marie avec le sympathique Savva Kitaïgorodski, médecin et collègue de son père.
Savva et elle auront une fille, Eléna, appelée communément dans les parties 1 et 2 par le diminutif Iolka, et Eléna dans la troisième partie.
En 1935, Nikita est envoyé au quartier général des forces soviétiques en Extrême-Orient russe, à Khabarovsk.
Début 1937, alors qu'il est avec son chef le général Blücher bloqué à un passage à niveau, il voit passer un train à bestiaux transportant des condamnés à la déportation : l'un d'eux laisse tomber une lettre en lui criant de la faire remettre à sa famille. Nikita prend cette lettre, et la garde. Quinze ans après, cette lettre sera récupérée par Vadim Vouïnovitch, qui la remettra au fils de Nikita, Boris IV.

### Le drame des Grandes purges
La vie de la famille est gravement perturbée en 1937-1938, lors des Grandes Purges staliniennes :
- Nikita est déchu de son commandement et incarcéré comme étant traître à la patrie ;
- peu de temps après, son épouse Véronika est arrêtée en tant qu'épouse d'un traître ;
- Kirill lui aussi est incarcéré, pour le même motif, au grand désespoir de Tsilia ;
- Vadim Vouïnovitch, amoureux secret de Véronika, est aussi arrêté ;
- Mitia est menacé de partir en déportation comme étant fils biologique de koulak (mais ce sort lui sera évité).

Les membres de la famille réagissent de manière différente :
- le patriarche Boris Gradov est en plein désarroi ;
- son épouse Mary se rend en Géorgie : elle y découvre une République fédérative sous la Terreur ; la pharmacie de son oncle Galaktion a été réquisitionnée puis nationalisée, tandis que Galaktion a été arrêté, avant d'être torturé par Nougzar Lamadzé ;
- Mitia (le fils de Kirill et de Tsilia), adolescent de 15 ans, devient violemment anticommuniste ;
- sa mère Tsilia, qui n'a pas compris les motifs de l'arrestation de son époux, a fait une dépression nerveuse, puis écrit courrier sur courrier au Comité central.

Pour sa part, Nina et Savva ne souffrent pas personnellement de cette situation. Néanmoins, Nina constate qu'à son travail, plusieurs personnes ont été arrêtées pour trotskisme.
La première partie se termine par l'annonce faite au professeur Gradov qu'il a été choisi par le « Comité de district de la Presnia rouge » comme député auprès du Soviet Suprême. Interloqué, il est forcé d'accepter, ne comprenant pas que le régime lui fasse un tel honneur alors que deux de ses enfants sont emprisonnés.
On apprend surtout que trois mois auparavant, Gradov a été appelé auprès de Staline, qui souffrait d'une constipation sévère : Gradov l'a soigné efficacement, ce qui explique sans doute sa nomination au Soviet Suprême. Ses deux fils ne sont pas libérés pour autant.

## Guerre et prison (2epartie)

### Changements de vie
Août 1941 : la Russie est en guerre contre l'Allemagne depuis six semaines.
Mitia, 19 ans, part au front. Il se lie avec un autre appelé, Gochka. Son régiment et les hommes qui le composent est rapidement encerclé puis capturé par les Allemands.
Le vieux Boris Gradov est promu général-major aux services de santé de l'Armée rouge.
Le mari de Nina, Savva, est nommé chirurgien militaire dans un hôpital de campagne près de Moscou. Lors des combats qui ont lieu en novembre 1941, l'hôpital dans lequel Savva travaille est attaqué par la Wehrmacht. Savva, prisonnier, doit désormais travailler pour l'armée allemande. Plus personne n'a de ses nouvelles, on le croit mort (y compris les membres de sa famille) et on ne parlera plus de Savva dans le roman.
Nina espérera longtemps le revoir et gardera espoir ; néanmoins après la Guerre elle refera sa vie avec un peintre juif, Sandro Pevsner. Elle n'aura pas d'autre enfants que Iolka.
Nikita Gradov, prisonnier du Goulag de la Kolyma, est soudainement libéré : physiquement rétabli et soigné par une infirmière accorte prénommée Tassia, il est rétabli dans ses anciennes fonctions de général de division. Le QG lui attribue le commandement de l'Armée spéciale de choc, chargée de dégager Moscou de la menace allemande.

### Guerre et Amour
Nikita, qui a pu faire libérer Vadim Vouïnovitch, parvient, par une série de contre-attaques astucieuses, à desserrer l'étreinte allemande autour de la capitale. Pour ce haut fait, il est convié au Kremlin début 1942, où Staline lui décerne la médaille de Héros de l'Union soviétique.
Véronika, de même, est libérée du camp de travail dans lequel elle était prisonnière.
Par sa valeur militaire, Nikita enchaîne victoires sur victoires. Il s'oppose même à Staline lorsqu'un combat décisif doit avoir lieu : faut-il scinder les troupes (Nikita) ou les faire attaquer d'un seul bloc (Staline) ? Le dictateur se laisse convaincre. L'attaque a lieu et la victoire est complète : Nikita est récompensé en étant nommé Maréchal de l'Union soviétique.
Toutefois ses relations avec sa femme Véronika restent froides : leurs incarcérations respectives ont détruit leur amour, et il vit désormais une liaison sentimentale avec son ancienne infirmière, Tassia.
Véronika a revu Vadim Vouïnovitch : ils passent une nuit ensemble, mais elle comme lui constatent qu'aucune attente réciproque ne les relie, que tout désir charnel a disparu. Par la suite, Véronika se lie d'amitié avec un colonel américain, Kévin Tagliafero. Leur liaison est d'abord platonique, secrète et timide ; elle gagne en intensité et en profondeur au fur et à mesure que les liens de Véronika et de Nikita se dissolvent.
Son fils Boris, âgé de 17 ans, s'enfuit de la maison familiale et s'engage dans un Corps franc : Boris part en Pologne, où il combat à la fois la Wehrmacht et les patriotes polonais non-communistes. Il contribue notamment à faire massacrer des parachutistes anglais...
Mitia et Gochka, pour leur part, se sont engagés dans un régiment de volontaires antibolcheviques organisé par les nazis. Néanmoins, l'avancée des troupes russes et le fait que les nazis massacrent des milliers de juifs désarmés font changer d'avis Mitia et son camarade. Au hasard d'un combat, ils quittent leurs habits allemands et revêtent des vêtements russes. Ils sont par la suite capturés par des partisans pro-russes. Hélas pour eux, ils sont démasqués : après plusieurs interrogatoires, ils sont envoyés au peloton d'exécution.
Nikita mène son corps d'armée jusqu'en Pologne. Là, début 1945, il doit gérer ses troupes qui pillent et violent sans vergogne, et tente de traiter avec humanité un régiment de nationalistes polonais promis à la mort par Béria.
Alors qu'il est sur le point d'être arrêté par le NKVD, son quartier général est la cible d'une attaque au bazooka : ses principaux adjoints, Sémione Stroïlo et lui-même sont tués. Sa dépouille est ramenée à Moscou, où des funérailles nationales sont célébrées en son honneur.
Véronika, devenue veuve, envisage de se marier avec Tagliafero.
Cette seconde partie se termine par la narration de la vie de Kirill (que le narrateur n'avait pas évoqué jusque-là) au Goulag. Il subit la vie éprouvante des camps de travail ; il est devenu ami avec un homme qui se révèle être l'époux de la meilleure amie de sa femme Tsilia (les deux hommes comme les deux femmes ignorent cet état de fait) ; enfin lui, l'ancien marxiste convaincu, se convertit au christianisme mystique.

## Prison et paix (3epartie)
L'histoire commence en 1949, au moment où la Guerre froide bat son plein.

### Kirill, Tsilia et Mitia en Extrême-Orient
Tsilia a traversé l'URSS de part en part : elle débarque à Magadan et retrouve Kirill qui, ayant purgé sa peine, est assigné à résidence en Extrême-Orient. Ce dernier ne s'attendait pas à l'arrivée de son épouse qu'il n'a plus vue depuis fin 1937. Les retrouvailles sont assez tristes.
Kirill et Tsilia vivent dans les environs de Magadan ; après la libération de Kirill, ils se sont réinsérés dans une vie banale. Kirill est devenu profondément chrétien et écoute La voix de l'Amérique sur un vieux poste de radio ; Tsilia, pas encore vieille, montre d'évidents signes de déchéance physique et psychologique.
Leur fils Mitia, que l'on avait perdu de vue en 1944-45 et que l'on croyait évoir été fusillé, a pu s'échapper. Il a été repris par la police politique et envoyé en exil à Magadan. Il y retrouve ses parents adoptifs alors que Kirill est encore incarcéré comme lui, mais ne souhaite pas les revoir et se faire reconnaître d'eux. Mitia a changé d'identité ; il est néanmoins reconnu par son ancien ami Gochka, devenu homosexuel et qui lui aussi a pu s'échapper de la fusillade (sans que le narrateur dise comment). Un semblant d'amitié semble les nouer de nouveau. À la fin du tome, à l'occasion de l'explosion de la chaudière d'un navire, Mitia s'échappe du camp de travail dans lequel il est incarcéré et se dirige vers le domicile de ses parents adoptifs. Hélas, touché par une balle lors de l'évasion, il s'effondre devant leur domicile et meurt sans avoir pu les revoir.

### Boris IV, Maïka, Nina et Iolka
Nougzar est un intime de Béria : il sert son maître comme « rabatteur » de jeunes moscovites que le chef de la police secrète viole après les avoir droguées.
Véronika, après son mariage avec Kévin en 1945, a quitté l'URSS avec Véroulia et vit désormais aux États-Unis.
Son fils Boris, après quatre années passées en Pologne dans les corps francs et les actions de sabotage, est rentré à Moscou : il s'inscrit en 1949 à la faculté de médecine et renoue avec les autres membres de sa famille, en particulier avec sa cousine Iolka, fille de Nina, désormais âgée de 16 ans.
Lorsque le narrateur évoque longuement les aventures de Boris, celui-ci, en 1952, a 24 ans et est en 3e année de médecine, mais corrélativement est devenu un champion de moto-cross 350 cm3 et fait partie de l'équipe de Vassili Staline, fils du dictateur. Il a une liaison avec une chanteuse de bar, Véra, âgée de 35 ans.
Un jour, Vadim Voïnouvicht vient le voir et lui donne des nouvelles de sa mère, émigrée aux États-Unis : toujours mariée à Tagliafero elle va bien, sa sœur Véroulia aussi. Vadim est colonel de l'armée rouge en Allemagne de l'Est et pense qu'on va l'arrêter, puisqu'il est juif et que Staline est en train de lancer une violente campagne antisémite. Il remet à Boris IV des papiers personnels, des photos, divers souvenirs. Dans l'un de ses papiers se trouve la lettre que Nikita Gradov avait ramassée en 1937 et provenant d'un condamné à la déportation. Boris décide d'aller remettre cette lettre à la famille destinataire. Il va voir cette famille, et rencontre inopinément une jeune femme, Maïka, qui fait des études d'infirmière. Celle-ci lui révèle qu'elle l'a déjà vu, qu'elle est amoureuse de lui et qu'elle sera sa femme. Interloqué, Boris la quitte, elle court après lui, il démarre sa moto, elle le suit, il s'arrête : il l'a prend avec elle. Une histoire d'amour commence ; le narrateur fait présager que Boris a rencontré la femme de sa vie.
Iolka/Eléna, pour sa part, est une jeune fille pleine d'entrain et très jolie. Spectatrice d'un match dans un stade, elle fait la connaissance d'un jeune homme qu'elle trouve très sympathique et à qui elle donne rendez-vous le soir même à 18 h 00. Hélas, elle est remarquée par Béria, qui continue à pourchasser dans Moscou des adolescentes avec l'aide de Nougzar Lamadzé. Béria la fait enlever et Iolka se retrouve dans l'une de ses datchas. Nougzar vérifie l'identité de la jeune victime et découvre qu'elle est la fille de Nina, qu'il a toujours aimée. Fou de douleur, il se rend chez Nina et lui avoue la vérité. Nina est bouleversée d'apprendre que sa fille unique a été enlevée par un détraqué sexuel et va à la Loubianka « faire du raffût ». Elle est immédiatement placée en détention provisoire. Pendant ce temps, le compagnon de Nina, Sandro Pevsner, est passé à tabac par des hommes de Béria chargés de l'impressionner ; il perdra presque la vue à la suite de ses blessures.
Pendant ce temps Boris a revu son ancienne liaison, Véra, dont le mari vient d'être arrêté. Il la réconforte en ayant une liaison sexuelle avec elle. Alors qu'il la raccompagne dans la rue, ils tombent nez-à-nez avec Maïka qui, avertie de la disparition de Iolka/Eléna et de l'arrestation de Nina, vient les avertir.
Boris décide de tuer Béria. Récupérant un vieux révolver de la Seconde guerre mondiale qu'il avait caché, il se poste en position de sniper sur le toit en face du domicile du ravisseur. Lorsque celui-ci se présente, il discute avec sa femme qui fait écran entre lui et Boris, qui ne tire donc pas. Boris rentre chez lui rapidement, en chaussettes.
Boris décide de s'y prendre autrement : avec un proche ami, il va voir Nougzar Lamadzé et le menace de mort si Iolka n'est pas libérée. Nougzar lui dit qu'il va faire son possible...
Le lendemain, Boris passe une soirée avec le chef de son équipe omnisport, Vassili Staline. Ivre, Boris ose se montrer vindicatif et le menacer. Après un échange de coups et de paroles dans la plus extrême confusion, Vassili promet à Boris d'en parler à son père. Vassili se rend donc au Kremlin et a une entrevue avec Joseph Staline qui, dérangé dans une réunion du Politburo consacrée à la déportation massive de juifs dans le Birobidjan, s'en prend peu de temps après à Béria, lui ordonnant de relâcher Iolka.
Iolka et Nina sont donc relâchées, tandis que Nougzar est retrouvé mort à son bureau de la Loubianka, une balle dans la tête. Le narrateur laisse à penser que Lamadzé ne s'est pas vraiment suicidé et qu'il s'agit d'une vengeance de Béria.

### La révolte du vieux Boris III Gradov
À l'automne 1952, de nombreux signes laissent à penser que Staline a décidé une nouvelle grande purge et une nouvelle période de Terreur.
Boris III est appelé, comme en 1938, au chevet de Staline qui, âgé de 75 ans, lui demande de faire un bilan médical complet. Boris examine son patient et lui déclare qu'il faut changer de mode de vie : cesser de fumer, arrêter tout travail, manger des légumes et des fruits, dormir, faire de l'exercice, etc. Boris fait aussi état remarquer qu'il désapprouve l'arrestation d'éminents médecins en raison du seul fait qu'ils étaient juifs.
Début 1953, la répression dans le milieu médical s'abat : c'est le début de la campagne de presse concernant le prétendu Complot des blouses blanches.
Lors d'une réunion plénière à la faculté de médecine, un orateur prend violemment à partie les médecins incarcérés, parlant d'espionnage, de trahison, etc. Puis c'est au tour de Boris Gradov de prendre la parole : avec courage et dignité, il montre très explicitement son désaccord en parlant d' « absurde fable de l'activité terroriste » de ses collègues, « d'accusations ineptes et honteuses », et d'hommes « victimes d'un jeu politique les plus troubles ». Il se déclare « atterré par le caractère ouvertement antisémite de la campagne de presse » et par la « campagne de provocation ouverte par des organes de presse ».
En cela, il se délivre de sa faiblesse lors de l'épisode raconté dans la première partie de l'ouvrage, concernant le meurtre de Frounzé.
Boris Gradov est arrêté peu de temps après par la police politique, et placé en détention.
Il est interrogé par des tchékistes. Il apprend inopinément que l'un d'eux est le propre fils de Sémione Stroïlo, et que celui-ci est décédé en 1945 en même temps que son fils Nikita.
Boris, en paix avec lui-même, accepte la mort prochaine.
Il est libéré de manière inattendue quelques semaines après son arrestation : à la suite du décès de Staline, le Politburo a décidé de faire cesser la mascarade du procès des médecins juifs.
Boris retrouve les membres de sa famille. On apprend incidemment que Vadim Vouïnovicht est « passé à l'ouest », devenant un transfuge.
La fin du roman s'achève par un épilogue : la famille est presque réunie, certains de ses membres sont morts (Nikita, Savva), d'autres ont été exilés et ont refait leur vie dans des conditions assez tristes (Kirill, Tsilia, Mitia), d'autres ont quitté la Russie (Véronika, Véroulia). La jeune génération (Boris, Maïka, Iolka) va essayer de vivre dans une nouvelle période, que l'on espère moins dure que celle subie jusqu'à présent.

## L'influence de Tolstoï
De nombreux traits du roman permettent de rapprocher Une saga moscovite de l'œuvre de Léon Tolstoï, notamment Guerre et Paix, et de Dostoïevski pour ses références à Crime et Châtiment.
Comme Tolstoï, qui avait pris pour référence la période napoléonienne, Axionov a écrit une vaste fresque de la Russie stalinienne, avec plusieurs périodes : une période de paix (1925-1935) puis de paix sous la menace des purges (1937-38) ; une période de guerre (1941-1945) et son cortège de malheurs ; enfin le retour de la paix et la tentative de reprendre une existence « normale », avec le souhait que la nouvelle génération ne connaîtra pas les souffrances et angoisses vécues par la génération précédente. La fin de d'Une saga moscovite évoque d'ailleurs la fin de Guerre et Paix.
Axionov n'hésite pas à citer une phrase tirée de Guerre et Paix en préambule de la deuxième partie du roman : « L'intelligence humaine ne peut concevoir la continuité absolue du mouvement ».
Il fait dire à l'un de ses personnages :

« Toute l'histoire actuelle de la Russie ressemble à une succession de ressacs. Ce qui déferle, c'est le Châtiment. La révolution de Février est le châtiment de notre haute noblesse pour son immobilisme borné et son mépris du peuple. Celle d'Octobre et la guerre civile, c'est le châtiment de la bourgeoisie et de l'intelligentsia pour leur appel démentiel à la révolution, leur excitation des masses. La collectivisation et la dékoulakisation sont le châtiment des paysans pour la cruauté dont ils ont fait preuve durant la guerre civile, le massacre du clergé, l'anarchie débondée, quoi. Les purges actuelles sont le châtiment des révolutionnaires pour leurs violences contre les paysans. Ce que l'avenir nous réserve, impossible de le deviner, mais logiquement, on peut s'attendre à d'autres vagues jusqu'au jour où s'achèvera ce cycle de fausses aspirations. »

— Vassili Axionov, Une saga moscovite.
Axionov évoque aussi et à plusieurs reprises Tolstoï dans l'ouvrage, et fait même lire (ou relire) Guerre et Paix au vieux Boris Gradov dans l'avant-dernière page du roman.

## Adaptation
- 2004 : Une saga moscovite, mini-série télévisée russe en 22 épisodes, réalisée par Dmitri Barchtchevski

## Éditions françaises
- Paris, Gallimard, coll. « Du monde entier », 1995, 1040 pages  (ISBN 978-2-07-073257-9)
- Vassili Axionov (trad. Lily Denis, préf. Lily Denis), Une saga moscovite [« Московская сага) »], t. I : 1. La génération de l'hiver. 2. Guerre et prison (roman), Paris, Gallimard, coll. « Folio » (no 2984),‎ 2000 (1re éd. 1995), 1035 p., poche (ISBN 2-07-040222-3)
- Vassili Axionov (trad. Lily Denis), Une saga moscovite [« Московская сага) »], t. II : 3. Prison et paix (roman), Paris, Gallimard, coll. « Folio » (no 2985),‎ 2000 (1re éd. 1995), 612 p., poche (ISBN 2-07-040275-4)